# Little Foot

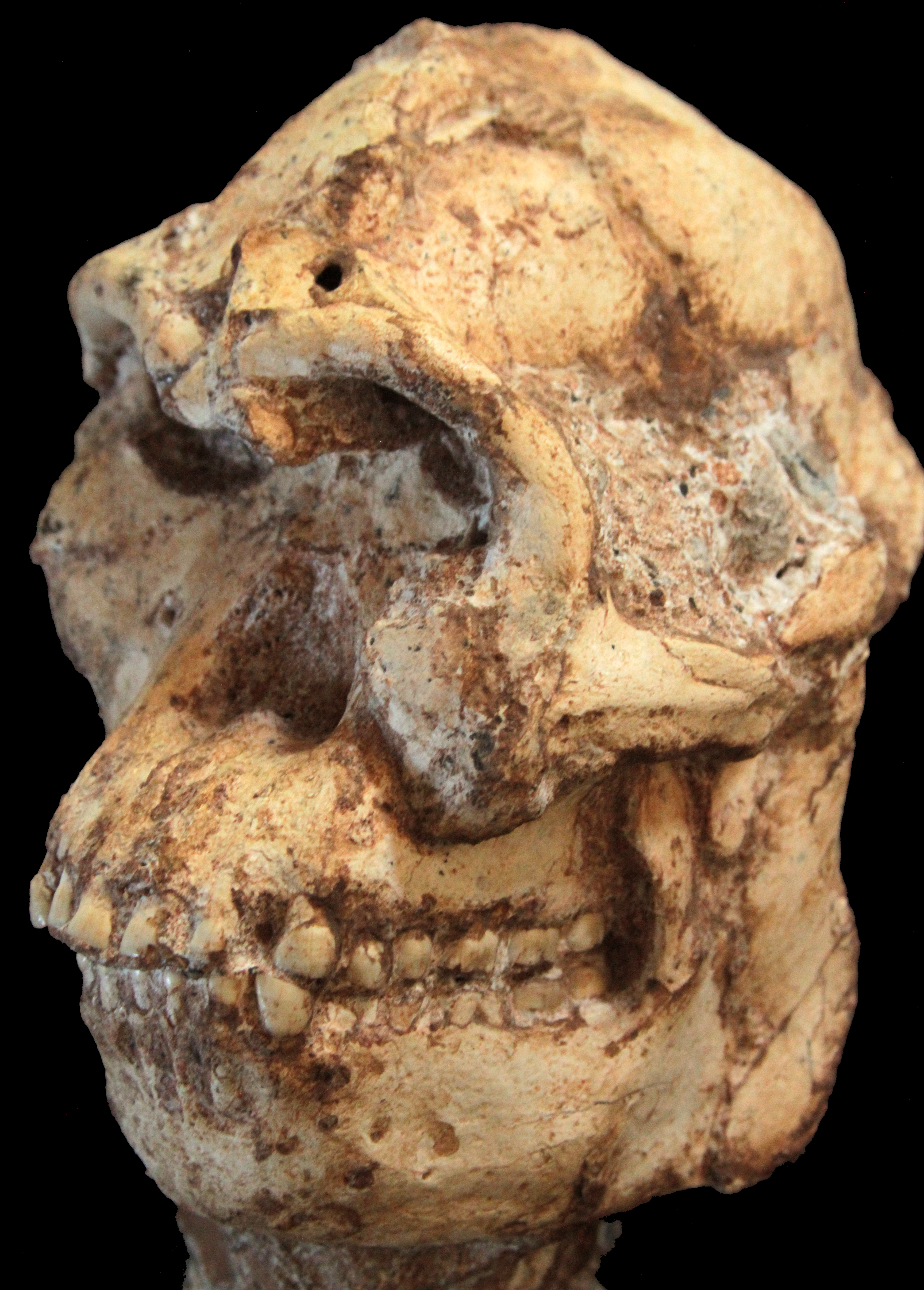
Skalle av fossilet Little foot

Little Foot  är ett fossil med museumsnummer Stw 573. Det är smeknamnet på ett nästan komplett skelett av en art av Australopithecus som hittades 1994–1998 i grottsystemet i Sterkfontein, i Sydafrika.
Fossilet fick smeknamnet lilla foten 1995 när fyra fotben i en museisamling räckte för att fastställa att individen hade kunnat gå upprätt. Resten av skelettet hittades senare inbäddat i kalksten i grottan från vilken fotledsbenen ursprungligen hade hade samlats in.
Eftersom resten av skelettet var helt inbäddade i betongliknande sten tog det cirka 15 år att ta fram dem ur stenen. Skelettet visade sig vara det mest kompletta skelettet av den tidiga homininer som utvecklades till människor, med 90% av kroppen bevarad. Dateringen av exemplaret har visat sig vara svår. Uppskattningar sträcker sig från 2,2 till 3,5 miljoner års ålder, och dess taxonomiska placering är också omtvistad  men arten är en Australopithecin.